# Relations entre Chypre et l'Espagne
Les relations entre Chypre et l'Espagne sont les relations bilatérales de Chypre et de l'Espagne, deux États membres de l'Union européenne.

## Histoire

### Anciens contacts entre les deux régions
Les découvertes archéologiques ont montré qu'il existait des échanges de céramiques, de métaux et d'ambre entre la péninsule ibérique et l'île de Chypre durant l'antiquité.

### XIIIesiècle
Au XIIIe siècle, Chypre devint un royaume latin et, à cette époque, des commerçants catalans se rendaient sur l'île. Ainsi, un consul catalan se trouvait à Famagouste en 1299.

### XIVesiècle
Des liens diplomatiques ont également été établis entre le royaume d'Aragon et le royaume de Chypre au XIVe siècle. Des négociations commencèrent en 1311 et permirent l'ouverture d'ambassades. En 1315, Marie de Chypre épousa Jacques II d'Aragon et, l'année suivante, Ferdinand de Majorque épousa Isabelle d'Ibelin, mère de Henri II de Chypre.

### XVeetXVIesiècles
Les relations entre l'Espagne et Chypre interrompirent en 1473 après la conquête vénitienne, mais furent rétablie par la conquête de Chypre par les Ottomans en 1570. Les Grecs chypriotes se tournaient alors vers l'Espagne pour repousser les Ottomans.

### XXesiècle

#### Guerre civile espagnole (1936-1939)
Des volontaires chypriotes (d'origine britannique ou américaine) ont participé à la guerre civile espagnole au côté des Républicains. Environ 80 Chypriotes ont offert leurs services aux Brigades internationales, ce qui fit de Chypre le principal contributeur par rapport à sa population.

#### Établissement des relations modernes et développements
Les relations entre les deux pays ont été établies le 25 décembre 1967 par échange de lettres. À partir de cette date, les deux pays établirent des ambassadeurs non résident. L'ambassadeur de Chypre en Espagne était également l'ambassadeur du pays en France, et ce jusqu'en 1994, tandis que l'ambassadeur d'Espagne à Chypre était l'ambassadeur d'Espagne au Liban (entre 1968 et 1970 et 1998 et 2000) et en Syrie (entre 1970 et 1998), et ce jusqu'en 2002.

#### Adhésion de Chypre à l'Union européenne (1990-2004)
Le 3 juillet 1990, George Iacovou a adressé la candidature de république de Chypre, au nom de toute l'île,.

## Coopérations thématiques et positions communes

### Économie
En 2015, les exportations espagnoles vers Chypre se sont élevées à 246,523 milliers d'euros environ tandis que les exportations chypriotes vers l'Espagne se sont élevées à 15,657 milliers d'euros.

### Question chypriote
L'Espagne soutient une solution négociée entre les parties, afin de mettre en place une fédération composée de deux zones, conformément à la résolution du Conseil de sécurité des Nations unies et reposant sur les principes de la souveraineté, de la personnalité juridique et de la citoyenneté unique.

### Question kosovare
Les deux pays ne reconnaissent pas le Kosovo et partage une position proche sur ce point quant à son statut en droit international. Cette proximité repose notamment sur des questions internes, pour l'Espagne, la problématique de l'indépendantisme catalan, et pour Chypre la problématique de la partition de l'île.

## Accords et traités
En dehors des accords multilatéraux auxquels les deux États sont partis (notamment les traités et normes découlant de leurs participations respectives à l'Union européenne), les accords et traités bilatéraux en vigueur sont, :
- un échange de notes sur la suppression des visas des 11 et 16 décembre 1968 (entré en vigueur le 16 décembre 1968) ;
- une convention sur la coopération culturelle, scientifique et dans le milieu de l'éducation du 16 juillet 1980 ;
- un accord sur le transport international par autoroute du 20 janvier 1999 ;
- une convention de coopération en matière de lutte contre le crime organisé du 30 avril 2007 ;
- un protocole de coopération renforcée entre les ministères des Affaires étrangères de Chypre et d'Espagne du 30 avril 2007 ;
- un mémorandum d'entente du 4 septembre 2008 entre les ministères des Affaires étrangères de Chypre et d'Espagne pour autoriser l'utilisation des installations et infrastructures des ambassades et consulats des pays signataires dans des pays tiers ;
- une convention pour éviter la double imposition et prévenir l'évasion fiscale en matière d'impôt sur les rentes et sur le patrimoine du 14 février 2013 et entrée en vigueur le 28 mai 2014 ;
- et un accord de protection mutuel des informations classifiée, en date du 19 janvier 2016.

## Sources
- (es) Cet article est partiellement ou en totalité issu de l’article de Wikipédia en espagnol intitulé « Relaciones entre España y Chipre » (voir la liste des auteurs).

## Compléments